# Julio Colomer Vidal
Julio Colomer Vidal (Canals, 1899 - València, 19 d'agost de 1936) fou un advocat i polític valencià, diputat a les Corts Espanyoles durant la Segona República.
Estudià als jesuïtes de València i es llicencià en dret a la Universitat de València, obtenint plaça per oposició al Cos d'Advocats de l'Estat en 1923. Força catòlic i conservador, durant la Dictadura de Primo de Rivera va militar a la Unión Patriótica i col·laborà al diari Patria y Unión.
En 1930 va ingressar a la Dreta Regional Valenciana, que es va integrar en la CEDA en 1933. A les eleccions generals espanyoles de 1936 fou elegit diputat per la província de València per la CEDA. En produir-se el cop d'estat del 18 de juliol de 1936 l'aleshores alcalde de València i amic seu José Cano Coloma s'oferí a amagar-lo, però va rebutjar l'oferta i intentà fugir. Atrapat per una patrulla del front popular, fou assassinat a trets al Pont de la Mar València el 19 d'agost de 1936, el mateix dia que l'industrial Vicent Noguera Bonora.